# Swordmaster
Swordmaster — блэк/трэш/дэт-метал-группа основанная Андреасом Бергом (Vinnie Whiplasher) и Эмилем Нёдтвейдтом (Naughty Nightmare) в 1993 году.

## История
В 1993 году, после первой же репетиции участники группы сделали запись нескольких треков и несмотря на то, что лейблы не спешили сотрудничать с ними, продолжали записывать материал. Группа окончательно сформировалась только тогда, когда к ней присоединился басист Thunderbolt. Был наконец-то подписан контракт с Fullmoon Production, Флорида, США и сделана запись MC «Wraths of Time» весной 1995 года. После этого Thunderbolt оставил Swordmaster, чтобы присоединится к Dissection, а вместо него был взят барабанщик Nicky Terror (Sacramentum, Deathwitch, Runemagick, Funeral Orchestra), в проекте также участвовал Ole Öhman (Dissection).
В феврале 1996 года Swordmaster записали два трека («Claws of Death», «Metallic Devastation») для сборников, спродюсированых Andy La Rocque (King Diamond), что привело группу на Osmose Productions, Франция. В декабре 1996 года был записан первый альбом «Postmortem Tales» на Los Angered Recording, в Гётеборге, спродюсированный Andy La Rocque.
В апреле 1997 года группа сделала запись альбома «Deathrider», виниловая версия которого содержит 2 бонус-трека, а летом выступила на «With A Dragon’s Blaze Festival» в Бельгии. В декабре 1998 года, после присоединения нового гитариста Ricky Corpse, Swordmaster продолжили тур «The World Domination Tour, Part II» совместно с Dark Tranquillity, Enslaved, Bewitched, Dellamorte и Demoniac.
Проект Swordmaster распался в начале 2000 года, его основные участники создали индастриал-метал-группу Deathstars.

## Состав
- Andreas «Vinnie Whiplasher» Bergh — вокал
- Emil «Naughty Nightmare» Nödtveidt — лид-гитара, ритм-гитара
- Ricky Corpse — гитара
- Thunderbolt — бас-гитара
- Niklas «Nicky Terror» Rudolfsson — ударные

## Дискография
- 1995 — Wraths of Time (EP)
- 1997 — Postmortem Tales
- 1998 — Deathraider (EP)
- 1998 — Moribund Transgoria